# Calcul tensoriel
En physique théorique, des équations différentielles, posées en termes de champs tensoriels, sont une manière très générale pour exprimer les relations à la fois géométriques par nature et liées au calcul différentiel. Pour formuler de telles équations, il faut connaître la dérivée covariante. Cela permet d'exprimer la variation d'un champ tensoriel le long d'un champ vectoriel. La notion d'origine du calcul différentiel absolu, plus tard renommé calcul tensoriel, amena à l'isolation du concept géométrique de connexion.
Développé par Gregorio Ricci-Curbastro et son étudiant Tullio Levi-Civita, il a servi au développement mathématique de la relativité générale d'Albert Einstein. Comparativement au calcul vectoriel, il permet de s'affranchir du système de coordonnées au prix d'une complexification des calculs. Le calcul tensoriel trouve des applications dans la déformation élastique, la mécanique des milieux continus, l'électromagnétisme, l'apprentissage profond et la relativité générale (voir Mathématiques de la relativité générale).